# Baifeng Shuiku
Baifeng Shuiku (kinesiska: 柏峰水库) är en reservoar i Kina. Den ligger i provinsen Zhejiang, i den östra delen av landet, omkring 130 kilometer söder om provinshuvudstaden Hangzhou. Baifeng Shuiku ligger 114 meter över havet. Arean är 0,76 kvadratkilometer. I omgivningarna runt Baifeng Shuiku växer i huvudsak blandskog. Den sträcker sig 1,7 kilometer i nord-sydlig riktning, och 0,7 kilometer i öst-västlig riktning.
Genomsnittlig årsnederbörd är 2 143 millimeter. Den regnigaste månaden är juni, med i genomsnitt 396 mm nederbörd, och den torraste är januari, med 70 mm nederbörd.